# Alejandro Migliardi
Alejandro Esteban Migliardi (Hurlingham, Buenos Aires, Argentina, 6 de marzo de 1972) es un exfutbolista argentino que jugaba de guardameta y ahora director técnico. Actualmente dirige a Los Andes de la tercera división del fútbol argentino.
Es uno de los mayores ídolos y referentes de Morón, además, es el arquero que más penales atajó en la historia de Morón y el que más presencias tuvo en el arco del elenco albirrojo (en condición de guardameta). Dirigió a la reserva del "Gallo" entre 2021 y 2022. Sus buenos resultados con la tercera de Morón lo llevaron a ser el DT del equipo profesional.
También tuvo una participación como técnico del "Gallito" en la Primera B Nacional 2018-19 cuando lo dirigió en los últimos 3 partidos del campeonato, logrando salvarlo del descenso tras ganar todos los encuentros disputados (1-0 a Olimpo de Bahía Blanca, 1-0 a Atlético de Rafaela y 3-0 a Los Andes, condenando al descenso a este último).

## Trayectoria
Comenzó su carrera futbolista en Deportivo Morón, jugando allí desde 1994 hasta 1997.
En 1997 llega a Los Andes, en la Primera División de Argentina, allí jugó hasta el 2001.
En 2001 pasa a Banfield, club con el que se consagra campeón del Torneo Primera B Nacional 2000-2001, logrando así ganar su primer torneo en su carrera.
En 2002 tuvo un breve paso por Almirante Brown de Arrecifes y en 2003 vuelve a Los Andes, esta vez en la segunda división del fútbol argentino, jugando allí hasta el año 2004.
En el 2004 jugó en la CAI hasta el año 2005.
En 2005 llega a Nueva Chicago quien había descendido a la segunda división, allí solo jugó un año y al año siguiente pasa a San Martín de Mendoza.
Entre 2006 y  2007 jugó en Ferro, y a fines del 2007 es fichado por Platense.
En 2008 pasa a Sarmiento de Junín, club en donde tuvo una gran actuación.
En 2009 se desvincula de Sarmiento y vuelve a Deportivo Morón, club en donde debutó futbolísticamente, y en donde se lo considera un "ídolo", teniendo grandes actuaciones en los torneos de la Primera B 2008-09 y en el torneo de la Primera B 2009-10.

## Clubes

### Como jugador
| Club                         | País      | Año       |
| ---------------------------- | --------- | --------- |
| Deportivo Morón              | Argentina | 1994-1997 |
| Los Andes                    | Argentina | 1997-2000 |
| Banfield                     | Argentina | 2001-2002 |
| Almirante Brown de Arrecifes | Argentina | 2002-2003 |
| Los Andes                    | Argentina | 2003-2004 |
| CAI                          | Argentina | 2004-2005 |
| Nueva Chicago                | Argentina | 2005      |
| San Martín de Mendoza        | Argentina | 2006      |
| Ferro                        | Argentina | 2006-2007 |
| Platense                     | Argentina | 2007-2008 |
| Sarmiento de Junín           | Argentina | 2008-2009 |
| Deportivo Morón              | Argentina | 2009-2014 |

### Como entrenador
| Club                       | País                 | Año                  | PJ | PG | PE | PP | GF | GC | DG  | EF%    |
| -------------------------- | -------------------- | -------------------- | -- | -- | -- | -- | -- | -- | --- | ------ |
| Deportivo Morón (interino) | Argentina            | 2019                 | 3  | 3  | 0  | 0  | 5  | 0  | +5  | 100%   |
| Deportivo Morón            | Argentina            | 2022-2023            | 28 | 10 | 11 | 7  | 25 | 22 | +3  | 48.81% |
| Los Andes                  | Argentina            | 2023                 | 20 | 7  | 7  | 6  | 21 | 18 | +3  | 46.67% |
| Total en sus equipos       | Total en sus equipos | Total en sus equipos | 51 | 20 | 18 | 13 | 51 | 40 | +11 | 50.98% |

## Palmarés

### Como jugador

#### Torneos nacionales
| Título             | Club     | País      | Año     |
| ------------------ | -------- | --------- | ------- |
| Primera B Nacional | Banfield | Argentina | 2000-01 |